# Lleno, por favor
Lleno, por favor fue una serie española de comedia de Antena 3, creada por Vicente Escrivá con guion de José Antonio Escrivá, producida por ASPA Producciones y emitida en 1993. Se rodó en la localidad madrileña de Meco.

## Argumento
El argumento se desarrolla en una gasolinera de las afueras de un pequeño pueblo llamado Sotoalto, en la comarca de Alcalá. El dueño, Don Pepe (Alfredo Landa) es un nostálgico que "sólo cree en Dios, en Franco y en Don Santiago Bernabéu" y que no paraba de decirse a sí mismo "Pepeeee, que no te levanten la camisa". En la gasolinera se vivirán muchas situaciones insólitas protagonizadas por Don Pepe, su mujer Doña Filo (Beatriz Carvajal), su hija Trini (Lydia Bosch) y los dos empleados, "Gasofa" (Micky Molina) y Sátur (Jesús Cisneros). Sátur y Trini son amigos desde la infancia pero Sátur no se atreve a declararle lo enamorado que está de ella, por otro lado "Gasofa" es un personaje con una peculiar manera de expresarse.

## Reparto
Personajes principales
- Alfredo Landa - Don Pepe
- Beatriz Carvajal - Doña Filo
- Lydia Bosch - Trini
- Micky Molina - "Gasofa"
- Jesús Cisneros - Satur
- Alejandro Álvarez - "Rufi" (huérfano acogido por Don Pepe)

Personajes secundarios
- Antonio de la Torre - "Pelopincho"
- Luis Barbero - Jaime Segarra
- Jesús Guzmán - "El Marqués"
- Santiago Ramos - Manolo (hermano de Don Pepe)
- Nicolás Dueñas - Padre Emilio
- Santiago Urrialde - Marcelino (el repartidor de la prensa)
- José María Rueda - Cabo Basilio
- Miguel Ortiz - Teo (el camionero)
- Jesús Daniel de la Casa Félix (el gangoso)
- Lucio Romero - Sebas
- Saturnino García - El Alcalde
- Ismael Abellán - Ceferino
- Julio Cabañas - El lechero
- Rafael Hernández - El gruísta
- Angeles Martin - Esperanza
- Isabel Serrano - Caridad
- Manuel Andrés - Requejo
- Antonio de la Fuente - "Machaquito" (torero)

Personajes Invitados
- José Conde - Ledesma
- José Sancho - Coque (gigolo)
- Ana Duato
- Roberto Cairo - "El nutria"

## Capítulos
Unica Temporada

- Capítulo 1: Operación Salida
- Capítulo 2: Él no lo hubiera hecho
- Capítulo 3: Pelotas con plomo
- Capítulo 4: La carne es débil
- Capítulo 5: Compañera, te doy y no "cierva"
- Capítulo 6: Polvo eres, Hernández
- Capítulo 7: Rambo Gil
- Capítulo 8: El vudú
- Capítulo 9: Cine Made in Spain
- Capítulo 10: Totus tuus
- Capítulo 11: Aquí mando yo
- Capítulo 12: ¿Quién sabe donde?
- Capítulo 13: Y que cumplas muchos más

## Audiencias
- 4 de octubre de 1993: 5.029.000 espectadores (31,8%)
- 11 de octubre de 1993: 4.705.000 espectadores
- 18 de octubre de 1993: 5.998.000 espectadores (35,0%)
- 25 de octubre de 1993: 5.352.000 espectadores
- 1 de noviembre de 1993: 6.390.000 espectadores (39,6%)
- 8 de noviembre de 1993: 5.962.000 espectadores
- 15 de noviembre de 1993: 6.665.000 espectadores (37,5%)
- 22 de noviembre de 1993: 6.541.000 espectadores (36,7%)
- 29 de noviembre de 1993: 6.570.000 espectadores (38,4%)
- 6 de diciembre de 1993: 5.352.000 espectadores
- 13 de diciembre de 1993: 6.483.000 espectadores (37,7%)
- 20 de diciembre de 1993: 7.037.000 espectadores (41,4%)
- 27 de diciembre de 1993: 7.131.000 espectadores (42,1%)

## Premios
- Premios Fotogramas de Plata.
  - 1993
    - Nominación a la mejor actriz de televisión - (Beatriz Carvajal)
    - Nominación a la mejor actriz de televisión - (Lydia Bosch)

- Premios TP de Oro:
  - 1993
    - Nominación a la mejor serie nacional.
    - Nominación a la mejor actriz principal - (Lydia Bosch)
    - Premio al mejor actor principal - (Alfredo Landa)

- Premios de la Unión de Actores:
  - 1993
    - Nominación en la categoría de mejor actor principal de televisión - (Alfredo Landa)